# 鳩山道夫
鳩山 道夫（はとやま みちお、1911年3月31日 - 1993年4月9日）は、日本の電子工学研究者。父は鳩山秀夫。菊池大麓の孫で、美濃部亮吉の従兄弟。妻の玲子は伯父の鳩山一郎の次女である。子に鳩山明、孫に鳩山玲人がいる。

## 経歴
東京帝国大学理学部物理学科を卒業後、理化学研究所に研究生として入り、助手になり、当初は原子物理学を研究した後、第二次世界大戦中は海軍技術研究所で電波兵器を開発した。第二次世界大戦後には電気試験所で半導体関連の研究に携わった。1950年代に既に炭化ケイ素を研究していた。
1960年から1961年にかけて日本物理学会の会長を務めた。1965年にはソニーの常務取締役になり、1974年には湘北短期大学の初代学長に就任した。

## 著書
- 半導体 （1951年 昇竜堂書店）
- 電気物理入門 （1954年 電気書院）
- トランジスターとその材料 （1954年 オーム社）
- 電気物理学 （1960年 共立出版）
- 電気用材料 （1963年 共立出版）
- 半導体を支えた人びと―超LSIへの道 （1980年 誠文堂新光社）

## 論文等
- 「トランジスター-その原理と動作」 『電波日本』 49.4 （1950年）: 35-38.
- 「ソ連にもできたというシンクロトン」 『科学朝日』 10.3 （1950年）: 16-18.
- 「原子物理学の発展」 『科学圏』 42 （1952年）: 18-31.
- 「最近の半導体」 『電気計算』 23.1 （1955年）.
- 「鉱石検波器からトランジスターまで」 『OHM』 45.4 （1958年）: 10-18.
- 「化合物半導体」 『電気通信学会雑誌』 43.4 （1960年）.
- 「トランジスタ研究事始め（ドキュメンタビュー）」『物性』（トランジスタ25周年記念号（特集）） 14.4 （1973年）: 243-262.